# Rhipsideigma
Rhipsideigma là một chi bọ cánh cứng thuộc họ Cupedidae.

## Các loài
- Rhipsideigma adjuncta
- Rhipsideigma anosibense
- Rhipsideigma cretaceotinctus
- Rhipsideigma lugubris
- Rhipsideigma raffrayi